# Gouvernement Sall I
Seck II Sall II
Le premier gouvernement de Macky Sall est un gouvernement qui a été en fonctions, au Sénégal, du 21 avril 2004 au 23 novembre 2006. Ce gouvernement est nominalement dirigé par le Premier ministre, Macky Sall, auparavant ministre de l'Intérieur dans le gouvernement dirigé par Idrissa Seck. L'ensemble des membres du gouvernement ont été nommés par le président de la république du Sénégal, Abdoulaye Wade, qui préside le Conseil des ministres.
Ce gouvernement a été largement remanié, le 23 novembre 2006, dans une proportion telle que l'on peut parler de second gouvernement de Macky Sall pour qualifier l'équipe gouvernementale mise en place à cette occasion.[réf. nécessaire]
Outre le Premier ministre, ce gouvernement comprenait 5 ministres d'État (cumulant ce titre avec d'autres fonctions ministérielles), 30 ministres et 5 ministres délégués (dont un sans attribution spécifique).
Sur 41 membres de ce gouvernement, on dénombrait 9 femmes (7 ministres et 2 ministres déléguées), soit une proportion d'environ 22 % de l'effectif total.
| Fonction | Nom                      |
| --- | ------------------------ |
| Premier ministre | Macky Sall               |
| Ministre d'État, ministre des Affaires étrangères                                                                                | Cheikh Tidiane Gadio     |
| Ministre d'État, ministre de l'Économie et des Finances                                                                          | Abdoulaye Diop           |
| Ministre d'État, garde des sceaux, ministre de la Justice                                                                        | Cheikh Tidiane Sy        |
| Ministre d'État, ministre de l'Économie maritime et des Transports maritimes internationaux                                      | Djibo Leyti Kâ           |
| Ministre d'État, ministre des Infrastructures, de l'Équipement, des Transports terrestres et des Transports maritimes intérieurs | Habib Sy                 |
| Ministre des Forces Armées | Bécaye Diop              |
| Ministre de l'Intérieur et des Collectivités locales                                                                             | Ousmane Ngom             |
| Ministre de l'Éducation | Moustapha Sourang        |
| Ministre du Tourisme et des Transports aériens                                                                                   | Ousmane Masseck Ndiaye   |
| Ministre de l'Énergie et des Mines                                                                                               | Madické Niang            |
| Ministre du Commerce | Mamadou Diop             |
| Ministre de la Santé et de la Prévention médicale                                                                                | Abdou Fall               |
| Ministre de l'Agriculture, de l'Hydraulique rurale et de la Sécurité alimentaire                                                 | Farba Senghor            |
| Ministre de la Coopération internationale et de la Coopération décentralisée                                                     | Lamine Ba                |
| Ministre de la Femme, de la Famille et du Développement social                                                                   | Aïda Mbodj               |
| Ministre de la Culture et du Patrimoine historique classé                                                                        | Mame Birame Diouf        |
| Ministre de la Fonction publique, du Travail, de l'Emploi et des Organisations professionnelles                                  | Adama Sall               |
| Ministre des Sports | El Hadj Daouda Faye      |
| Ministre de l'Urbanisme et de l'Aménagement du territoire                                                                        | Assane Diagne            |
| Ministre du Patrimoine bâti, de l'Habitat et de la Construction                                                                  | Oumar Sarr               |
| Ministre des Postes, des Télécommunications et des Nouvelles technologies de l'information et de la communication                | Joseph Ndong             |
| Ministre de l'Industrie et de l'Artisanat                                                                                        | Bineta Ba Samb           |
| Ministre de la Prévention, de l'Hygiène publique, de l'Assainissement et de l'Hydraulique urbaine                                | Issa Mbaye Samb          |
| Ministre de l'Environnement et de la Protection de la nature                                                                     | Thierno Lo               |
| Ministre de l'Information, Porte-parole du Gouvernement                                                                          | Bacar Dia                |
| Ministre du NEPAD, de l'Intégration économique africaine et de la Politique de bonne gouvernance                                 | Abdou Aziz Sow           |
| Ministre du Cadre de vie et des Loisirs                                                                                          | Maïmouna Sourang Ndir    |
| Ministre des Petites et moyennes entreprises, de l'Entreprenariat féminin et de la Micro-finance                                 | Marie-Pierre Sarr Traoré |
| Ministre de la Jeunesse | Aliou Sow                |
| Ministre de la Recherche scientifique                                                                                            | Yaye Kene Gassama Dia    |
| Ministre du Plan et du Développement durable                                                                                     | Mamadou Sidibé           |
| Ministre des Sénégalais de l'extérieur                                                                                           | Abdou Malal Diop         |
| Ministre de l'Élevage | Oumou Khaïry Guèye Seck  |
| Ministre de l'Enseignement technique et de la Formation professionnelle                                                          | Georges Tendeng          |
| Ministre des Relations avec les institutions                                                                                     | Awa Fall Diop            |
| Ministre déléguée auprès du Premier ministre, chargée du Développement local                                                     | Sokhna Touré Fall        |
| Ministre déléguée auprès du Premier ministre                                                                                     | Awa Diop                 |
| Ministre délégué auprès du ministre de l'Économie et des Finances, chargé du Budget                                              | Cheikh Hadjibou Soumaré  |
| Ministre délégué auprès du ministre de l'Éducation, chargé des Questions pédagogiques                                            | Ibrahima Fall            |
| Ministre délégué auprès du ministre de l'Éducation, chargé de l'Alphabétisation, des Langues nationales et de la Francophonie    | Diégane Sène             |